# Melaina
Nella mitologia greca, Melaena o Melena (/mɪˈliːnə/; in greco antico: Μέλαινα?, Mélaina , da μέλᾱς, mélās "nero, scuro"), conosciuta anche come Melane (/ˈmɛləniː/; Koinē:Μελανή, Melanḗ) era una ninfa coricia, parte della triade delle Trie, ninfe delle sorgenti di Delfi in Focide. Era amata da Apollo, dal quale partorì Delfo, mentre suo padre era una delle divinità fluviali della Beozia settentrionale, Cefiso o Pleistos a seconda delle fonti. Melaina è stata anche identificata con Tia, madre di Delfo secondo altre tradizioni. In alcune leggende è considerata figlia di Persefone e Ade.